# Enzo Sovitti
Enzo Sovitti (Zara, 1926 – Spalato, 9 febbraio 1969) è stato un cestista e allenatore di pallacanestro italiano.

## Palmarès

### Allenatore
- YUBA liga: 1

Zadar: 1965